# Резня в Джинджире
Резня в Джинджире (бенг. জিঞ্জিরা গণহত্যা) — эпизод войны за независимость Бангладеш, произошедший 1 апреля 1971 года в деревнях Джинджира, Калинди и Шубхадья подокруга Керанигандж недалеко от Дакки, в ходе которого пакистанские военнослужащие совершили военные преступления против бенгальского населения.

## Предыстория
Пакистанская армия начала проводить массовые акции устрашения с открытия Операции «Прожектор» 25 марта 1971 года с целью подавления бенгальского восстания в Восточном Пакистане. В этих условиях беженцы из Дакки стали стекаться в подокруг Керанигандж на другой стороне реки Буриганга. Деревни Джинджира и близлежащие районы на тот момент были населены большим количеством индуистских семей. 25 марта командование пакистанской армии, разогнав демонстрацию в Дакке, наметило Джинджиру и её окрестности в качестве мишени для военной операции.

## Резня
Пакистанская армия начала накапливать силы в Керанигандже с полуночи 1 апреля. Солдаты взяли под свой контроль Митфордский госпиталь на реке. Около 5 часов утра они начали атаку, выпустив несколько сигнальных ракет с крыши мечети, примыкавшей к больнице. Далее пакистанские солдаты выдвинулись к Джинджире и открыли огонь по людям. Резня продолжалась в течение почти девяти часов. Одна из крупнейших казней была осуществлена рядом с прудом около улицы Нанадил-Дак, где 60 человек были выстроены и расстреляны. Дома жителей были сожжены. Погибло более тысячи человек.

## Реакция пакистанских СМИ
В ночь на 2 апреля телевидение Пакистана рассказало о «военной акции против сепаратистов, укрывавшихся в Керанигандже на другой стороне Буриганги». 3 апреля утренние новости вышли с заголовком «Действия, предпринятые против злоумышленников в Джинджире».